# Austrofilius mediterraneus
Austrofilius mediterraneus là một loài chân đều trong họ Janiridae. Loài này được Castello miêu tả khoa học năm 2002.